# Răzvan Florea
Răzvan-Ionuț Florea (n. 29 septembrie 1980, Constanța, România) este un înotător român, primul care a câștigat o medalie olimpică pentru România la masculin. 

## Cariera
A început să înoate la vârsta de 5 ani și jumǎtate, la Palatul Copiilor din Constanța, sub îndrumarea prof. Dumitru Lungu. Datorită atracției sale pentru apă și calităților native (tatăl său a fost scafandru profesionist), Răzvan a reușit să depășească problema reprezentată de faptul că era supraponderal și a înregistrat progrese rapide. După mai puțin de un an de activitate la bazin, a participat la primele concursuri de înot din cadrul grupei sale de vârstă, ocazie cu care a câștigat 6 medalii. 
1987 va fi anul său de referință: anul în care a câștigat prima sa medalie. 
În anii care au urmat, progresul său s-a menținut constant, astfel încât în 1988 (la 8 ani) Răzvan urca de 11 ori pe podiumul de premiere al competițiilor locale pe ani de naștere, în 1989 de alte 6 ori, iar în 1990 și 1991 de 21 de ori, inclusiv, în premieră, pe podiumul concursurilor republicane ale copiilor de 10 și 11 ani. Rezultatele cele mai semnificative din această perioadă rămân însă cele 2 prime recorduri naționale stabilite de Răzvan în proba de 50m fluture, la vârsta de 11 ani și respectiv 12 ani. 
În anul 1995 (la vârsta de 15 ani), și-a făcut debutul în lotul național de juniori.
În 1998 (la vârsta de 18 ani), a fost selecționat în lotul de seniori național și olimpic. 
În perioada 1996 - 2000, a participat la peste 25 de competiții de mare amploare la nivel european (oficiale, amicale și Grand Prix-uri), câștigând 42 de medalii. În această perioadă a înregistrat un progres constant și valoros și a stabilit 25 de recorduri naționale. 
O remarcabilă performanță a sa pe arena internațională în această perioadă a reprezentat-o locul VI obținut în finala olimpică a probei de 200m spate la Jocurile Olimpice de vară din 2000 de la Sydney.
După un an greu din punct de vedere al stării de sănătate, Răzvan revine pe arena internațională ocupând locul V la Campionatele Europene de la Berlin (2002), semn evident de revenire în topurile internaționale.
În 2003 își face debutul în competițiile din circuitul Cupei Mondiale. Obține cu această ocazie prima medalie de argint la acest nivel, ocupând locul II la 200m spate (Stockholm, 22 ianuarie 2003) stabilind însă un nou record național și în proba de 100m spate.
La începutul anului 2004 a înregistrat câteva rezultate remarcabile, câștigând 3 medalii de aur la Cupa Mondială de la New York și Rio de Janeiro (februarie 2004) și stabilind totodată 4 noi recorduri naționale ale României. La Campionatele Europene de la Madrid, Răzvan se situează pe poziția a II-a, câștigând onorurile și titlul de Vice-campion european la 200m spate. În cadrul competițiilor din circuitul Mare Nostrum, a obținut 6 medalii de aur și 2 de argint (la Monaco, Canet, Barcelona și Roma), reușind în final să ocupe poziția a II-a în clasamentul general al circuitului, o performanță deosebit de valoroasă, cu mult credit în lumea natației mondiale.
La Jocurile Olimpice de vară din 2004 de la Atena, Răzvan a cucerit medalia de bronz la proba de 200m spate, stabilind și 2 noi recorduri naționale. Este interesant de remarcat că timpul său (1.57,56) la 200m spate se constituie într-unul din primele 10 performanțe mondiale ale secolului. 
La Campionatele Mondiale de la Montreal din 2005, Răzvan se clasează pe locul 4 la 200m spate, la trei sutimi de medalia de bronz. Totuși, cu un timp extraordinar (1.57,03), realizează un nou record național. 
Primele performanțe din 2006 le-a obținut la etapele de Cupă Mondială de la Moscova și New York, obținând două medalii de bronz la 200m spate. În august, la Campionatele Europene de natație de la Budapesta a câștigat medalia de bronz în proba de 200 metri spate.
Până în acest moment al carierei sale, Răzvan Florea a obținut 100 de titluri de Campion al României, a stabilit 57 de recorduri naționale de seniori și juniori (2 la copii) și a cucerit un total de mai bine de 293 de medalii, din care 77 în competiții internaționale.
În prezent, se antrenează la clubul Farul Constanța, cu dna. Gina Handrea.

## Distincții
- Medalia națională Meritul Sportiv clasa a II-a, cu o baretă
- Ordinul Meritul Sportiv clasa a III-a, cu două barete